# 比尔莱唐普利耶
比尔莱唐普利耶（法語：Bure-les-Templiers，法語發音：[byʁ le tɑ̃plije]）是法国科多尔省的一个市镇，属于蒙巴尔区。

## 地理
比尔莱唐普利耶（47°44'19"N, 4°53'42"E）面积35.03 平方千米，位于法国勃艮第-弗朗什-孔泰大區科多尔省，该省份为法国中东部省份，北起奥布省，西接涅夫勒省和约讷省，南至索恩-卢瓦尔省，东南接汝拉省，东临上索恩省，东北部与上马恩省接壤。
与比尔莱唐普利耶接壤的市镇（或旧市镇、城区）包括：默内布勒、乌尔斯河畔勒塞、圣布鲁万莱穆瓦讷、泰尔丰德雷、伯讷夫尔、绍热、米诺、潘松莱格朗塞、维拉尔-桑特诺日、下科尔米耶。

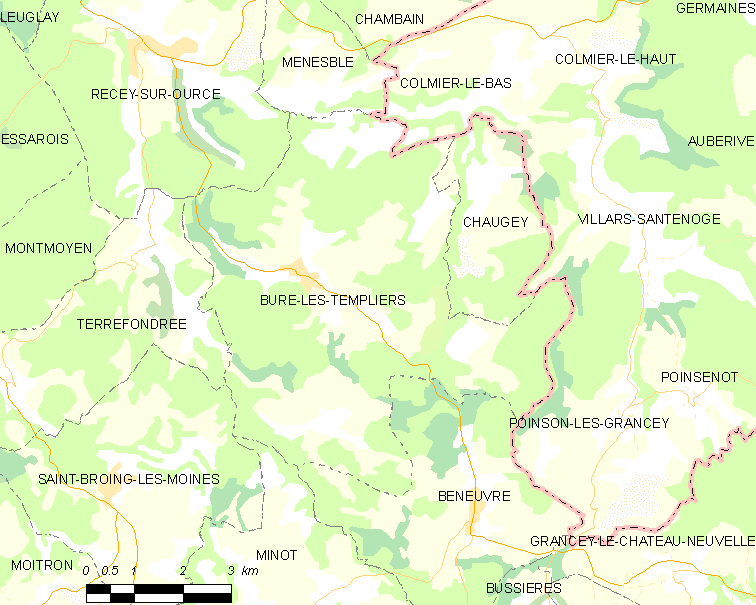
比尔莱唐普利耶的OSM定位图

比尔莱唐普利耶的时区为UTC+01:00、UTC+02:00（夏令时）。

## 行政
比尔莱唐普利耶的邮政编码为21290，INSEE市镇编码为21116。

## 政治
比尔莱唐普利耶所属的省级选区为塞纳河畔沙蒂永县。

## 人口

1962-2008年间比尔莱唐普利耶人口变化图示

比尔莱唐普利耶于2022年1月1日时的人口数量为135人。